# Operace Šoter

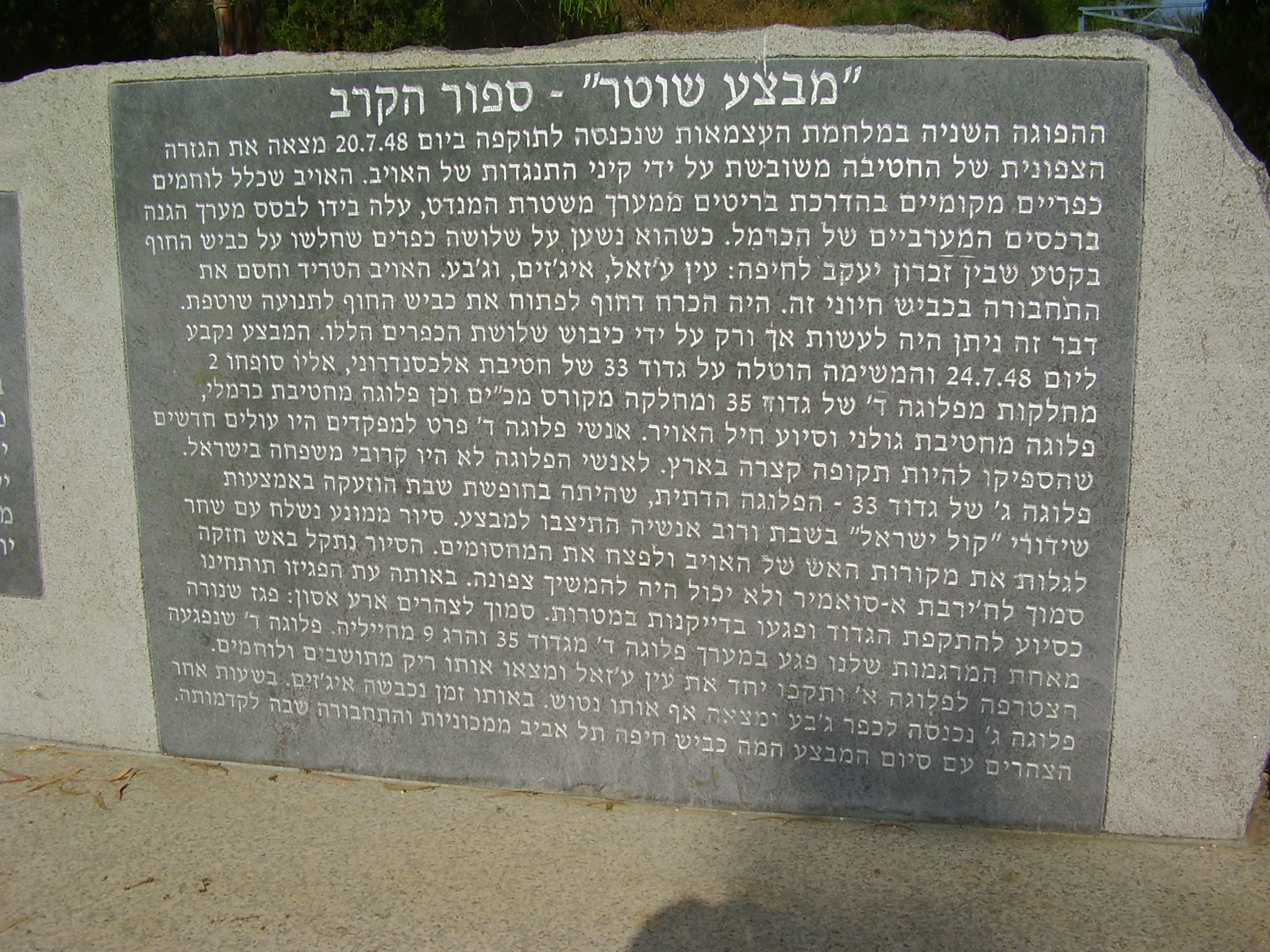
Pomník padlých v Operaci Šoter ve vesnici Ejn Ajala

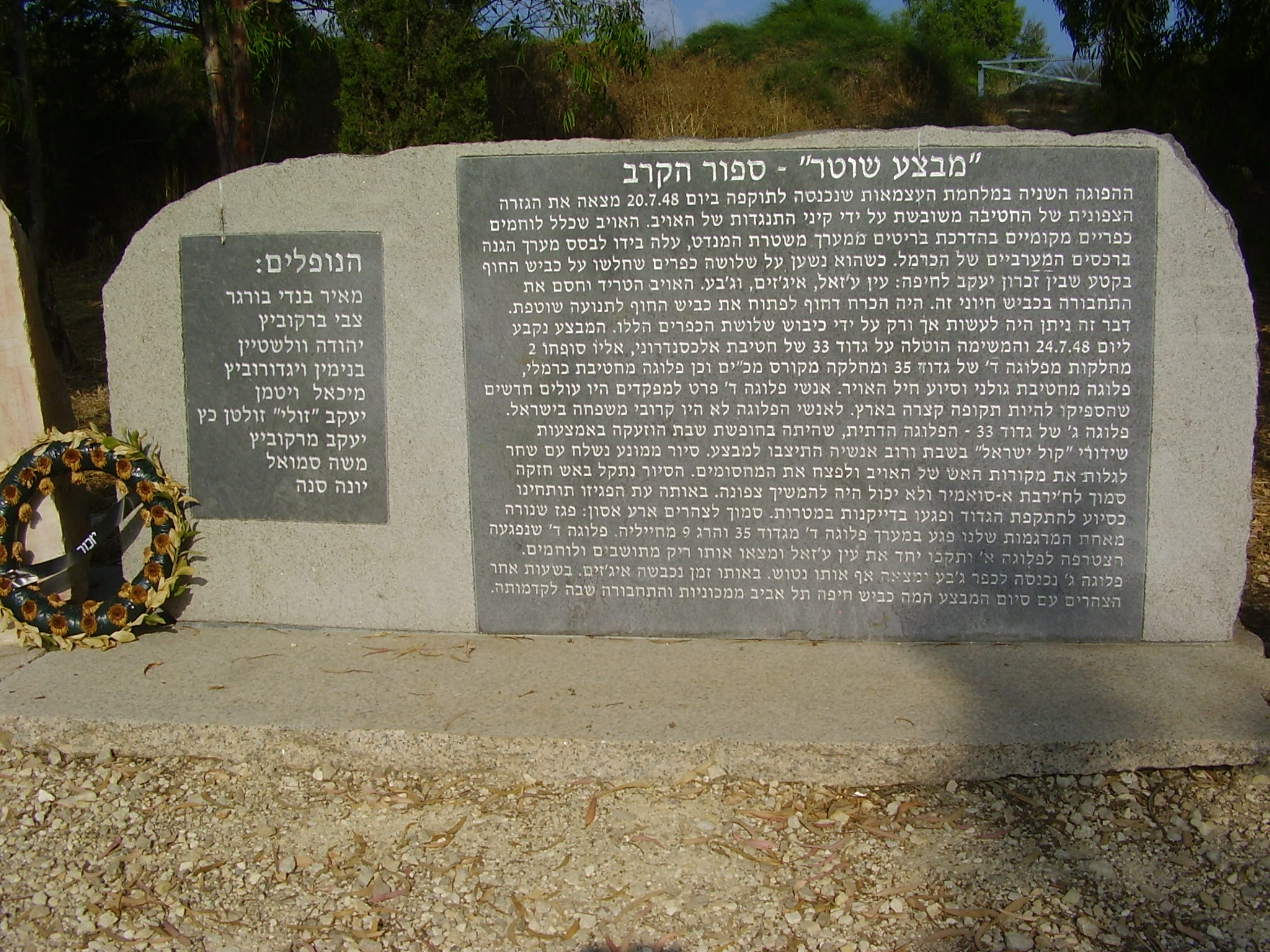
Pomník padlých v Operaci Šoter ve vesnici Ejn Ajala

Operace Šoter (hebrejsky: מבצע שוטר, Mivca Šoter, doslova Operace Policista) byla vojenská akce izraelské armády provedená v červenci 1948 během první arabsko-izraelské války, krátce po vzniku státu Izrael. Jejím cílem bylo dobytí arabských vesnic na úpatí pohoří Karmel v pobřežní nížině jižně od Haify. Akce byla úspěšná.

## Dobové souvislosti
V polovině července 1948 vstoupilo v platnost druhé příměří. Izrael během předchozích deseti dnů přešel do mohutné ofenzívy, během takzvaných Bitev deseti dnů, ovládl města Nazaret, Lod, Ramla a rozšířil značně své území. Jižně od Haify ale zůstávala enkláva arabských vesnic, která kontrolovala klíčovou silnici Tel Aviv-Haifa. 

## Průběh operace
Akci prováděla Brigáda Alexandroni. Vzhledem k tomu, že její spuštění představovalo faktické porušení příměří z izraelské strany, byla operace vydávána za pouhou policejní akci. Terčem operace Šoter byly tři arabské vesnice: Ajn Ghazal, Ijzim a  Džaba'. Tato opevněná arabská enkláva byla nazývána Malý trojúhelník a působila jako bariéra pro dopravu mezi Tel Avivem a Haifou. Operace proti této arabské výspě byla spuštěna v noci 24. července 1948 paralelně od severu i od jihu. Arabové se tvrdě bránili. Kromě pozemních bojů došlo i na letecké nálety a ostřelování dělostřelectvem. Až ráno 26. července 1948 byla bitva rozhodnuta v izraelský prospěch. Arabsščtí ozbrojenci se stáhli a vesničané uprchli. Na izraelské straně padlo devět vojáků. Na místě vysídlených arabských vesnic je dnes vesnická židovská zástavba. Místo arabské Ajn Ghazal židovská Ejn Ajala, místo Ijzim židovská Kerem Maharal a místo Džaba' židovská Geva Karmel.